# Axel Nordström

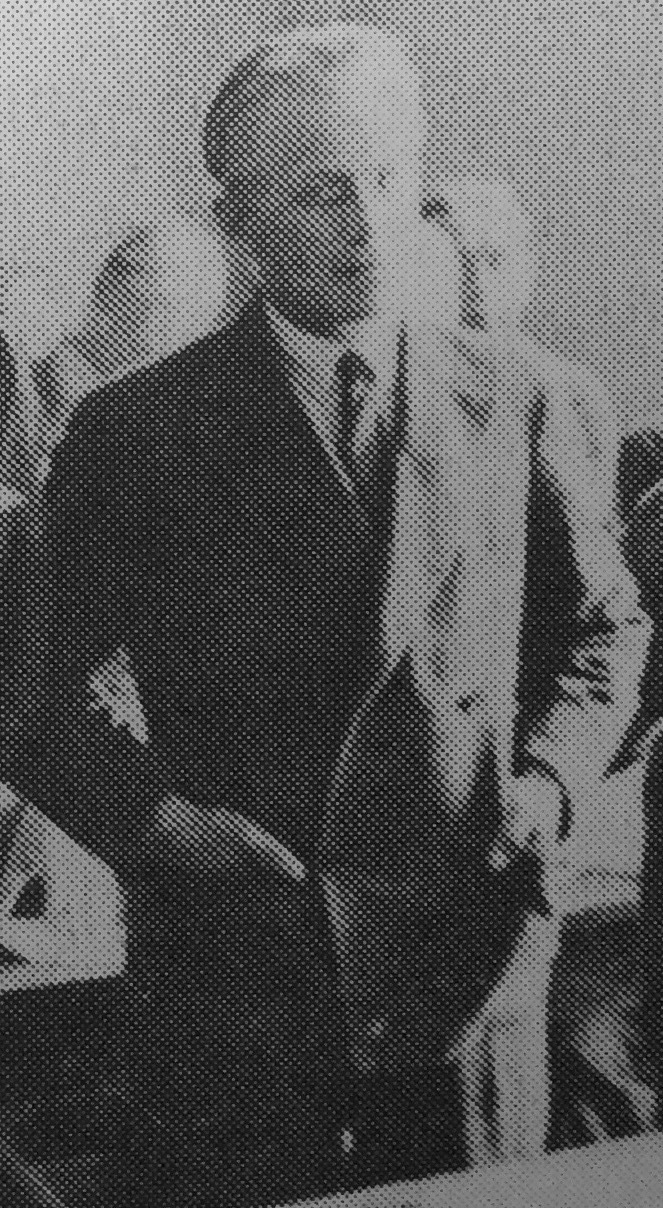
Axel Nordström under rättegången mot honom efter morden i Ådalen 1931.

Karl Axel Nordström, född 16 juni 1901 i Ovansjö församling, Gävleborgs län, död 18 september 1963 i Gudmundrå församling, Västernorrlands län, var en svensk politiker för Sveriges kommunistiska parti (SKP). Nordström var riksdagsledamot av andra kammaren 1937–1940 och 1945–1948 för Västernorrlands län och ledamot av kommunfullmäktige i Kramfors 1930–1931 och 1934. Till yrket var han fabriksarbetare.
Vid tiden för skotten i Ådalen 1931 var han som ordförande i det lokala SKP aktiv som organisatör och ledare under händelserna och dömdes på grund av detta till 2,5 års fängelse för uppror. När han avtjänat halva strafftiden uppmanades han att begära nåd, men vägrade med orden: "Eftersom jag inte gjort något olagligt, kan jag inte heller begära nåd!"